# Sablatnig SF 3
Die Sablatnig SF 3 war ein deutsches Jagdflugzeug des Ersten Weltkriegs. Nach der Flugzeug-Gruppeneinteilung der Kaiserlichen Marine gehörte sie zur Gattung C2MG, der zweisitzigen, mit einem starren und einem beweglichen MG bewaffneten Schwimmerflugzeuge.

## Entwicklung
Im Januar 1916 erteilte die Marineleitung einen Auftrag zur Entwicklung eines zweisitzigen Schwimmer-Jagflugzeugs. Josef Sablatnig projektierte den als SF 3 bezeichneten Typ als dreistieligen Doppeldecker mit einem im Hinblick auf die zu erwartenden größeren Belastungen in der Einsatzrolle als Jagdflugzeug mit einem stärkeren Rumpf im Gegensatz zu seinen früheren Konstruktionen. Für eine hohe Beweglichkeit versah er, erstmalig bei einem Sablatnig-Flugzeug angewandt, auch die unteren Tragflächen mit Querrudern. Außerdem bekam der obere Flügel eine größere Tiefe und zusätzlich eine aerodynamische Ausgleichsfläche mit 0,4 m² Inhalt. Die Seitenflosse wurde nach unten gezogen und als Kielflosse ausgeformt. Um für den Bordschützen ein möglichst störungsfreies Schussfeld nach schräg vorn zu ermöglichen, wurden die Spanndrähte zwischen dem Rumpf und den inneren Stielpaaren weggelassen. Für den Flugzeugführer war ein starres, nach vorn feuerndes MG vorgesehen.
Da Sablatnig zu dieser Zeit noch über keine eigenen Werkstätten verfügte – die Anmietung entsprechender Gebäude wurde erst ab Oktober 1916 veranlasst – wurde der Bau der SF 3 der in Berlin-Treptow ansässigen Richard Goetze Flugzeugwerke KG übertragen, die auch schon für die Produktion des Vorgängers SF 2 verantwortlich zeichnete. Die Fertigung zog sich bis in das folgende Jahr hin; dann erhielt der Prototyp die Nummer 619 und konnte der Marine zur Erprobung übergeben werden. Die Tests erbrachten äußerst unbefriedigende Resultate, weshalb das Muster von der Marine abgelehnt und die Abnahme am 10. Oktober 1917 verweigert wurde. Auch das Folgemodell SF 4 konnte die Erwartungen nicht erfüllen und wurde nicht in die Serienfertigung überführt.

## Technische Daten
| Kenngröße    | Daten                                                    |
| ------------ | -------------------------------------------------------- |
| Besatzung    | 2                                                        |
| Spannweite   | 15,8 m (oben) 14,8 m (unten)                             |
| Rumpflänge   | 8,345 m                                                  |
| Antrieb      | ein wassergekühlter Sechszylinder-Reihenmotor Benz Bz IV |
| Nennleistung | 200 PS (147 kW) bei 1400/min                             |
| Bewaffnung   | ein starres 7,92-mm-MG ein bewegliches 7,92-mm-MG        |

Weitere Daten sind nicht bekannt.